# Discoloma grouvellei
Discoloma grouvellei is een keversoort uit de familie Discolomatidae. De wetenschappelijke naam van de soort is voor het eerst geldig gepubliceerd in 1944 door John.